# Stepan Riabouchinski
Stepan Riabouchinski (en russe : Степа́н Па́влович Рябуши́нский ; 1874, Moscou, Empire russe - 1942, Milan, Italie) est un entrepreneur, industriel, banquier russe, collectionneur, mécène.
Avec son frère Sergueï Riabouchinski, il crée la première usine de fabrication d'automobiles du nom de AMO devenue depuis Zavod Imeni Likhatchiova (acronyme ZIL ou AMO-ZIL).

## Biographie

### Entrepreneur

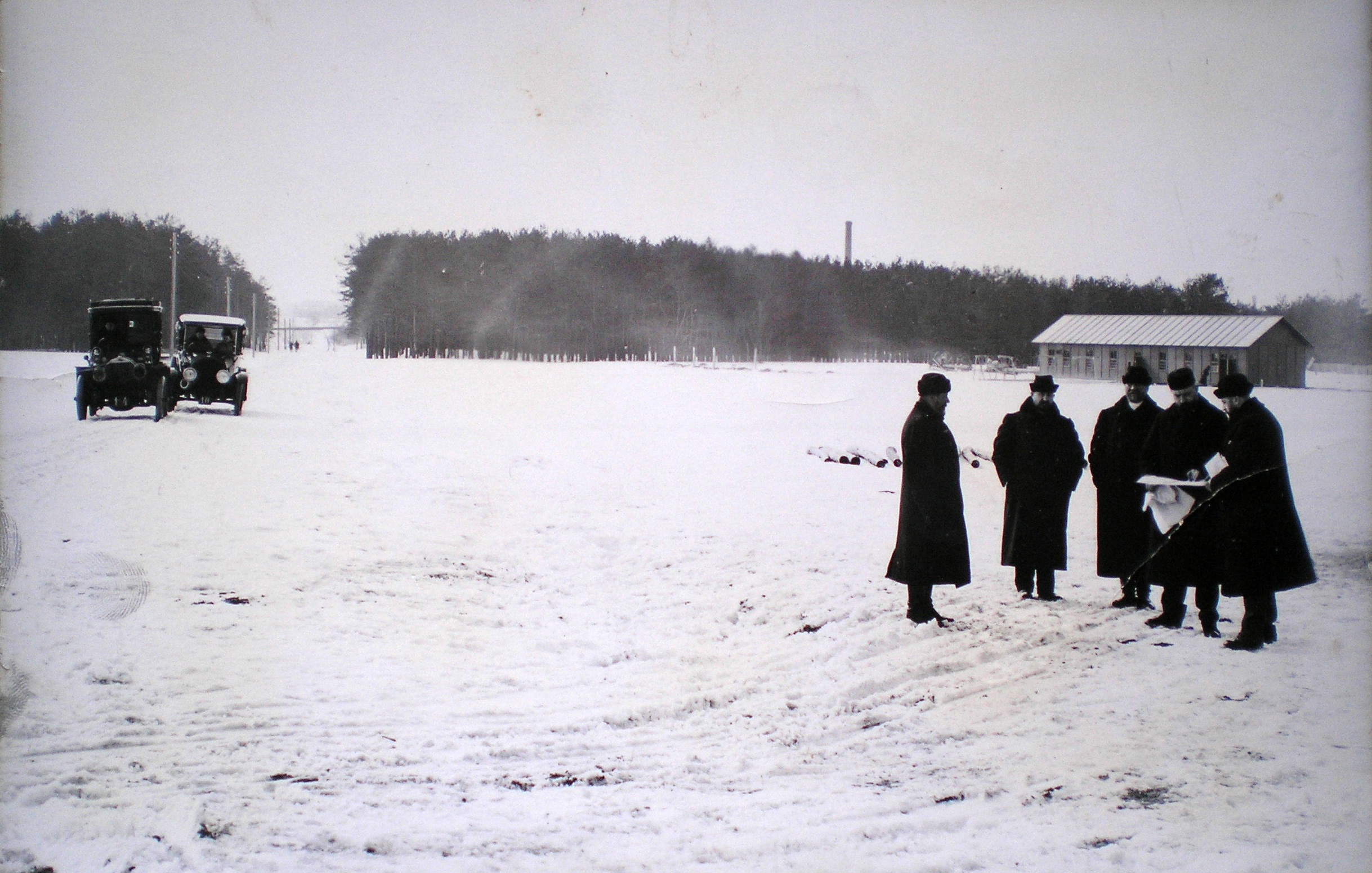
Sergueï et Stepan Riabouchkinski discutant des plans de l'usine de construction d'autos Zavod Imeni Likhatchiova près de Moscou à Tiofeleva rochtcha, 1916.

Stepan Riabouchinski provient de la grande famille d'orthodoxes vieux-croyants des Riabouchinski. Après ses études à l'Académie pratique des sciences commerciales, il dirige une partie de l'entreprise familiale « Société P. M. Riabouchinski et fils ». Tout en étant copropriétaire de la « Banque des frères Riabouchinski », en 1912, il devient membre du conseil d'administration de la nouvelle « Banque de Moscou »,.
En 1916, avec son frère Sergueï, il crée une usine de construction automobile au sein de la Société anonyme de Moscou, « Zavod Imeni Likhatchiova » (acronyme ZIL), la première du genre en Russie. La production était organisée de telle manière que, moyennant un minimum de réorganisation, l'usine pouvait se lancer dans la fabrication d'avions.

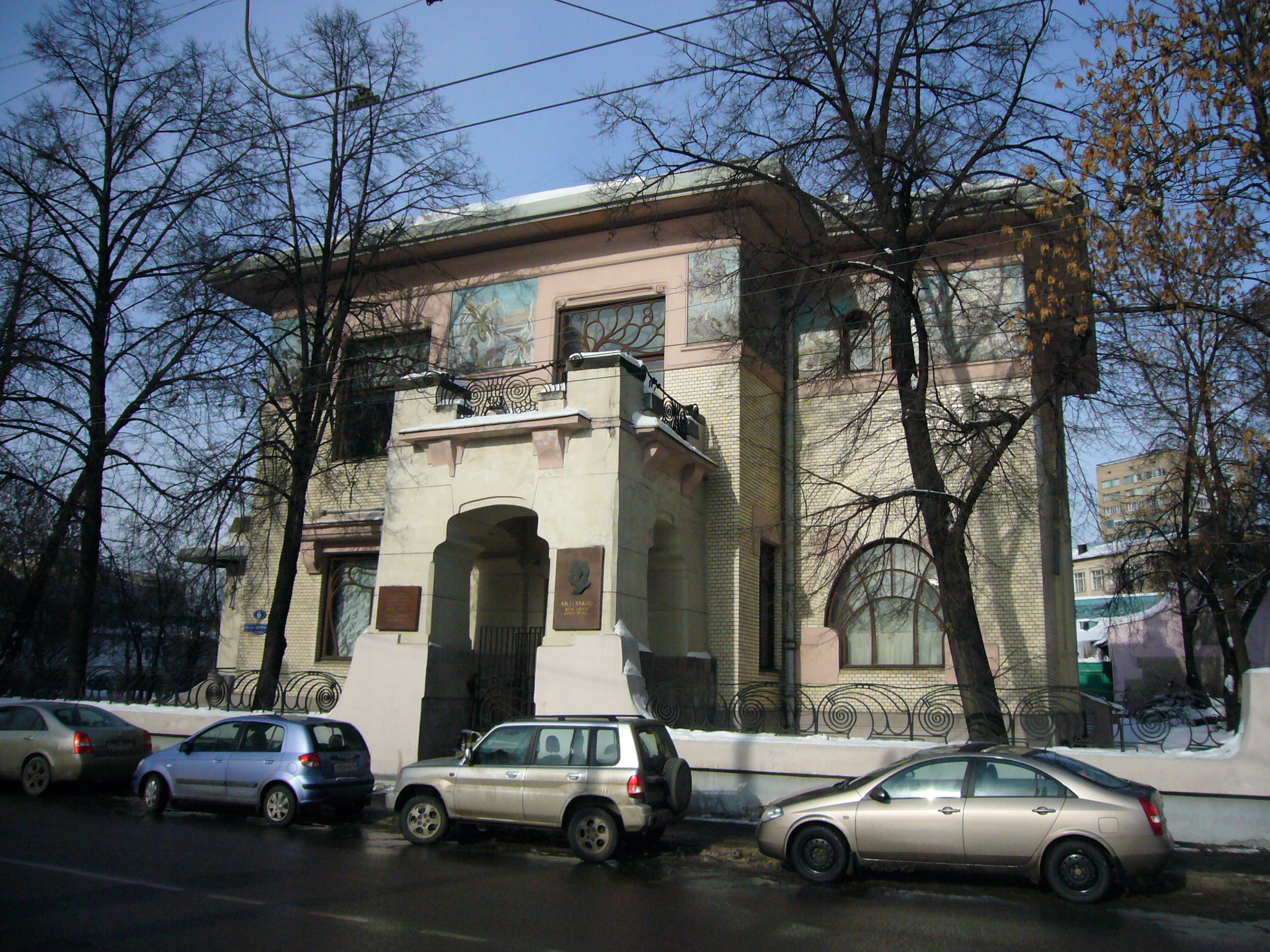
Hôtel particulier Riabouchinski, rue Malaïa Nikitskaïa.

### Collectionneur
Il se lance dans une collection d'icône après la parution du décret « Renforcement de la tolérance religieuse » du 17 avril 1905 qui permettait d'en acquérir dans toute la Russie et dont certaines églises d'Orthodoxes vieux-croyants se délestaient. La plupart des icônes de valeur se trouvaient dans l'église du Cimetière Rogojskoïe (vieux-croyant), Ainsi on y trouvait l'icône de Notre-Dame de Smolensk, qui après sa restauration en 1812, fut interdite de déplacement d'un église à l'autre.
À l'occasion du 300e anniversaire des Romanov, en 1913 Stepan Riabouchinski organise à ses frais la première exposition d'icônes anciennes accompagnée d'un catalogue luxueux. Le compte rendu de Pavel Mouratov dans la revue Les Anciennes années attire l'attention du public sur le fait que la Russie s'est découvert un héritage exceptionnel dont elle-même ignorait la valeur et que l'Occident allait pouvoir découvrir.
En 1914, il rassemble une des plus prestigieuses collections d'icônes à Moscou. Il crée également un atelier de restauration d'icônes. Outre les icônes il rassemble aussi des objets du culte et d'autres accessoires religieux.
Riabouchinski contribue à l'organisation d'une enseignement scientifique de l'iconographie par les articles parus dans la revue Église intitulé, « Représentation de la Résurrection du Christ » (n° 15, 1908), « À propos de la restauration et de la conservation des anciennes icônes saintes » (n° 50, 1908). Il est nommé membre honoraire de l'Institut archéologique de Moscou.
Après les nationalisations entreprises par les pouvoirs soviétiques, la collection de Riabouchinski est partagée : 53 de ses icônes sont données à la Galerie Tretiakov, 128 sont envoyées au fond des musées de l'État à la maison Derviz, place de la Porte Rouge à Moscou. Une partie d'entre elles sont confiées au Musée historique d'État. Quant au reste il est confié à un antiquaire pour les vendre ou donné pour partie aux musées de la ville de Perm.
En 2009 s'ouvre à Moscou le musée privé « Maison de l'icône », devenu en 2012 le musée « Maison de l'icône et de la peinture S. P. Riabouchinski.

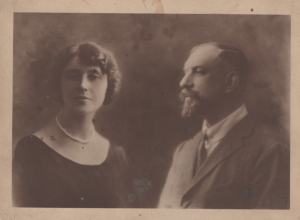
Anna Alexandrovna et Stepan Riabouchinski à Milan en 1922.

### Vie familiale
En 1897, Stepan Riabouchinski se marie avec Anna Alexandrovna Pribylova.
En 1900—1902, il se fait construire l'Hôtel particulier Riabouchinski, Rue Malaïa Nikitskaïa à Moscou, dans le style Art nouveau russe suivant un projet de l'architecte Franz Schechtel. Son épouse Anna Alexandrovna Riabouchinskaïa est renseignée comme propriétaire de cette maison du numéro 8 dans l'annuaire téléphonique de 1903.
Durant la Révolution de Février 1917, Riabouchinski se trouve aux États-Unis : il y passe commande d'équipements pour son usine automobile. Il revient durant l'été 1917, et, après la Révolution d'Octobre de 1917, il quitte en hâte la Russie pour émigrer en Italie avec son épouse et ses deux enfants (Hélèna et Boris). Il meurt à Milan en 1942. Ses descendants, par sa fille Hélèna (1902-2000), vivent à Milan, en Italie, sous le nom de Rijoff.
Un des frères de Stepan, Nikolaï Riabouchinski ne possédait pas le sens des affaires de Stepan mais était très sensible au nouvel art du début de siècle. Il le diffuse avec sa revue Toison d'or et ses expositions de la Rose bleue.